# Max Veloso
Max Veloso (Aboim da Nóbrega, Portugal; 27 de marzo de 1992) es un futbolista portugués nacionalizado suizo. Juega como mediocampista en el FC Sheriff Tiraspol de la Divizia Națională.

## Clubes
| Club                    | País          | Año       |
| ----------------------- | ------------- | --------- |
| Neuchâtel Xamax FC      | Suiza         | 2009-2012 |
| FC Biel-Bienne (cedido) | Suiza         | 2010-2011 |
| FC Sion                 | Suiza         | 2012-2015 |
| FC Vaduz (cedido)       | Liechtenstein | 2012      |
| Lausanne-Sport (cedido) | Suiza         | 2014-2015 |
| Neuchâtel Xamax FC      | Suiza         | 2015-2019 |
| FC Sheriff Tiraspol     | Moldavia      | 2020-     |